# Kleinste kogelspin
De kleinste kogelspin (Theonoe minutissima) is een spinnensoort uit de familie van de kogelspinnen (Theridiidae). De wetenschappelijke naam van de soort werd in 1879 als Walckenaera minutissima gepubliceerd door Octavius Pickard-Cambridge.